# Mission de l'Union européenne d'assistance à la police en Albanie
La mission d'assistance à la police en Albanie, abrégée PAMECA, est une mission civile de l'Union européenne conçue comme un projet d'assistance technique visant à soutenir et à aider les principaux services de police albanais, en particulier la police d'État et les procureurs albanais.

## Historique
Les objectifs du programme PAMECA ont été fixés en 2002 et sont actualisés régulièrement ; la mission a d'abord été intégrée dans le cadre du programme d'aide communautaire aux pays d'Europe centrale et orientale afin d'apporter un soutien à l'Albanie dans le domaine de l'application de la loi, de la sécurité et de l'ordre public et afin de rapprocher leurs performances des normes de l'UE.
Cinq projets ont ainsi été développés en 2002, 2004, 2008, 2013 et 2017 avec le soutien de différents États membres venant apporter leur expertise et leur contribution financière propre. La nécessité d'accompagner le pays dans l'amélioration de ses capacités juridiques et policières a été renforcée après l'entrée en vigueur de l'accord de stabilisation et d'association (ASA), en avril 2009, et à l'ouverture des négociations d'adhésion du pays à l'UE en 2020.

## Sources

## Compléments